# Droga krajowa nr 158 (Kostaryka)
Droga krajowa nr 158 (hiszp. Ruta Nacional Secundaria 158/Ruta 158) – jedna z dróg krajowych w Kostaryce. Znajduje się ona w prowincji Guanacaste.

## Opis
W prowincji Guanacaste droga krajowa nr 158 przebiega przez kanton Nicoya (przez dystrykt Mansión), oraz kanton Hojancha (przez dystrykty Hojancha, Puerto Carrillo i Matambú.